# Борго Торе (Перуђа)
Борго Торе је насеље у Италији у округу Перуђа, региону Умбрија.
Према процени из 2011. у насељу је живело 25 становника. Насеље се налази на надморској висини од 525 м.